# جميلة المصلي
جميلة المصلي (19 أكتوبر 1969-) سياسية مغربية، من مواليد مدينة وزان بالمغرب. عينها الملك محمد السادس وزيرة منتدبة لدى وزير التعليم العالي والبحث العلمي وتكوين الأطر في حكومة ابن كيران يوم 20 ماي 2015 بالقصر الملكي بالرباط.، وهي أستاذة باحثة في قضايا المرأة والأسرة، وعلى المستوى السياسي شغلت منصب نائبة برلمانية لثلاث ولايات متتالية عن حزب العدالة والتنمية، وهي عضو في الأمانة العامة لحزب العدالة والتنمية، بالإضافة إلى شغلها سابقاً منصب مستشارة جماعية، وعضو مجلس مدينة سلا. جمعويا شغلت الدكتورة جميلة المصلي منصب رئيسة لمركز الوئام للإرشاد الأسري بمدينة سلا، وعضو منتدى الزهراء للمرأة المغربية، كما أنها من المؤسسين لمنظمة «تجديد الوعي النسائي» إضافة إلى العمل في مجموعة من الجمعيات.

## مسيرتها
تجربتها في العمل الجمعوي بدأت منذ كان عمرها 13 سنة، وكان الانخراط بداية في العمل الثقافي بالمؤسسات التعليمية ليتم الانخراط فيما بعد في العمل الجمعوي المتوفر آنذاك ويتعلق الأمر بالعمل الدعوي عن طريق تنظيم أنشطة ثقافية للتلاميذ في مدينة أكادير.
المرحلة الجامعية كانت محطة أساسية في حياتها، فخلال الفترة من 1988 إلى 1992 انخرطت في النقابة الطلابية بكلية الآداب بأكادير جنوب المغرب، حيث كانت عضواً في بعض اللجان المسيرة.

### تعليمها
حصلت على شهادة الدراسات الجامعية العليا في الآداب تخصص الدراسات الإسلامية في موضوع «مرتكزات التوجه اليساري في الحركات النسائية»، وحاصلة على شهادة الدكتوراه في تخصص الفكر والحضارة في موضوع «الحركة النسائية اتجاهاتها وقضاياها» من جامعة محمد الأول بوجدة.

### البرلمان
انخرطت في حزب العدالة والتنمية في أواخر التسعينيات من القرن الماضي، وتم اختيارها للترشح في اللائحة الوطنية للنساء في الانتخابات التشريعية لسنة 2002 وأسفرت النتائج عن اختيار ست مرشحات من العدالة والتنمية من بينهم جميلة المصلي، وهي أول مرة تنجح فيها 35 امرأة في تاريخ الانتخابات بالمغرب.

### الوزارة
يوم الأربعاء 20 ماي 2015 عينها الملك محمد السادس بالقصر الملكي بالرباط وزيرة منتدبة لدى وزير التعليم العالي والبحث العلمي، لحسن الداودي، في حكومة عبد الإله ابن كيران في نسختها الثالثة خلفا لسمية بنخلدون التي استقالت من منصبها.

### المهام والوظائف
شغلت جميلة المصلي عدة وظائف ومهام على المستوى المهني والسياسي نذكر منها:
	•	 2012 - 2015 : أمينة مجلس النواب، عضو مكتب المجلس
	•	2002ـ 2015 : نائبة برلمانية عن حزب العدالة والتنمية
	•	2012ـ 2015 : عضو لجنة التعليم والثقافة والاتصال بمجلس النواب
	•	2002ـ 2011 : عضو لجنة الخارجية والدفاع الوطني والشؤون الإسلامية بمجلس النواب
	•	2007ـ 2011 : عضو مكتب لجنة الخارجية والدفاع الوطني والشؤون الإسلامية بمجلس النواب 
	•	2009 – 2016 : مستشارة جماعية، عضو مجلس مدينة سلا
	•	2009- 2014 : عضو اللجنة الوطنية المكلفة بصندوق الدعم لتشجيع تمثيلية النساء
	•	2010ـ 2011 : عضو الهيئة الوطنية لحوار الإعلام والمجتمع
	•	2013- 2014 : عضو اللجنة الوطنية للحوار الوطني حول المجتمع المدني والأدوار الدستورية الجديدة
	•	2014- 2015 : عضو لجنة التتبع الوطنية لإعداد الإستراتيجية الوطنية لمكافحة الرشوة
	•	2013 : شهادة اجتياز الدورة الإقليمية في مجال القانون الدولي الإنساني من طرف اللجنة الدولية للصليب الأحمر وجامعة الدول العربية والمركز العربي للبحوث القانونية والقضائية
	•	2015 : شهادة اجتياز الدورة الإقليمية لتدريب المدربين في مجال القانون الدولي الإنساني من طرف اللجنة الدولية للصليب الأحمر وجامعة الدول العربية والمركز العربي للبحوث القانونية والقضائية
	•	عضو الأمانة العامة لحزب العدالة والتنمية
	•	أستاذة زائرة بكلية العلوم القانونية والاقتصادية والاجتماعية بجامعة محمد الخامس بالرباط
	•	خبيرة معتمدة في قضايا المرأة والأسرة والتنمية لدى مجموعة من الهيئات والمنظمات العربية والإقليمية
	•	عضو المكتب الإداري لمنظمة برلمانيون ضد الفساد فرع المغرب OPAG
	•	عضو منظمة التحرك البرلماني ا لعالمي من أجل السلمPGA 
	•	عضو الجمعية البرلمانية لمجلس أوروبا سابقا وعضو لجنة المساواة ومكافحة أشكال التمييز بها
	•	عضو المنتدى العالمي للنساء البرلمانيات
	•	عضو لجنة النوع الاجتماعي وتكافؤ الفرص التابعة لبرلمانات أمريكا الوسطى والكاريبيFOPREL

### البحث العلمي
ساهمت جميلة المصلي بأوراق بحثية في عدد من المؤتمرات الدولية، وأصدرت عدد من الكتب، من بينها كتاب «الحركة النسائية بالمغرب المعاصر اتجاهاتها وقضاياها»، من منشورات مركز الجزيرة للدراسات مع الدار العربية ناشرون سنة 2013. كتاب «المشاركة السياسية للمرأة بين الواقع والمأمول»، منشور ضمن منشورات الوئام سنة 2009. مجموعة من التقارير المتخصصة والابحاث الجماعية والمشتركة في قضايا المجتمع المدني والتنمية والأسرة والحركة النسائية.

### من أهم الإصدارات والمنشورات
•	 كتاب الحركة النسائية بالمغرب المعاصر اتجاهاتها وقضاياها (من منشورات مركز الجزيرة للدراسات مع الدار العربية ناشرون سنة 2013).
•	 كتاب المشاركة السياسية للمرأة بين الواقع والمأمول (منشور ضمن منشورات الوئام سنة 2009)
•	 مجموعة من التقارير المتخصصة والأبحاث الجماعية والمشتركة في قضايا المجتمع المدني والتنمية والأسرة والحركة النسائية.

## وصلات خارجية
- جميلة المصلي، السياسة اللغوية، مداخلة في البرلمان المغربي على يوتيوب
- د.عبد الهادي التازي يشيد بكتاب د جميلة المصلي